# Вотфорд
Вотфорд (енгл. Watford) је град у Уједињеном Краљевству, у Енглеској. Према процени из 2007. у граду је живело 127.911 становника.

## Становништво
Према процени, у граду је 2008. живело 127.911 становника.
| 1981.   | 1991.   | 2001.   |
| ------- | ------- | ------- |
| 109.503 | 113.080 | 120.960 |

## Партнерски градови
- Мајнц
- Нантер
- Вилмингтон
- Пезаро